# テューラ (小惑星)
テューラ (115 Thyra) は、小惑星帯に位置する大くて明るい小惑星の一つ。1868年8月6日にアメリカ合衆国の天文学者、ジェームズ・クレイグ・ワトソン (James Craig Watson) により発見され、10世紀前半のデンマーク王ゴームの妃でハーラル1世"青歯王"の母テューラにちなんで命名された。